# Møjdal-visen
Møjdal-visen eller Møgdal-visen var en smædevise om Thomas Madsen-Mygdal, der var dansk statsminister fra 1926 til 1929. Mygdal var på grund af de sociale nedskæringer i sin statsministerperiode genstand for mange politiske angreb. Visen blev brugt af Socialdemokratiet op til folketingsvalget i 1929, hvor Socialdemokratiet og Stauning vandt.
Melodien til sangen er hentet fra børnesangen General Napoleon og hans titusind mand (Forfatter og komponist: ukendt).
| Citat | Hej Møjdal, nu må du sgu se at komme af sted. Har du husket din sabel og din skattebillet? For ellers så går det jo ikke så let, at skære folket ned. | Citat |
|       | |       |

Visen er kendt fra afsnittet Skiftedag i tv-serien Matador, hvor socialdemokraten Lauritz Jensen (Røde) lærer bankdirektøren Hans Christian Varnæs' børn, Ulrik og Regitze, sangen, som de senere fremfører hjemme, i selskab med forældrene, tanten Elisabeth Friis, Konsulinde Holm og de to Møhger. Den gamle, svagthørende, Fru Fernando Møhge mener bestemt, at hendes afdøde mand, Fernando, også altid sang denne vise, hvor hun nok opfatter sangen som General Napoleon og hans titusind mand.